# Аді-Квала
Аді-Квала (англ. Adi Quala; тигр. ዓዲ ዃላ) — місто в регіоні Дебуб Еритреї. Знаходиться на часовому поясі +3. Населення в 2005 році становило 7 589 осіб. Розташоване недалеко від Ефіопського кордону на шосе (в Еритрейському варіанті — P-4), що зв'язує Ефіопію зі столицею Асмера (до Асмери близько 95 кілометрів)

## Клімат
| Клімат                | Клімат | Клімат | Клімат | Клімат | Клімат | Клімат | Клімат | Клімат | Клімат | Клімат | Клімат | Клімат | Клімат |
| Показник              | Січ.   | Лют.   | Бер.   | Квіт.  | Трав.  | Черв.  | Лип.   | Серп.  | Вер.   | Жовт.  | Лист.  | Груд.  |        |
| Середній максимум, °C | 26,4   | 27,3   | 29,3   | 29,0   | 28,6   | 27,6   | 22,9   | 22,4   | 25,9   | 26,6   | 26,2   | 25,6   |        |
| Середній мінімум, °C  | 7,2    | 8,2    | 10,8   | 11,6   | 12,1   | 12,3   | 11,7   | 12,3   | 11,1   | 9,1    | 7,8    | 6,9    |        |
| --------------------- | ------ | ------ | ------ | ------ | ------ | ------ | ------ | ------ | ------ | ------ | ------ | ------ | ------ |
| Джерело: Climate-Data |        |        |        |        |        |        |        |        |        |        |        |        |        |